# Юхим Лизогуб
Лизогуб Юхим Якович (1650-і, Гельмязів — 1704, Чернігів) — політичний діяч кінця XVII — початку XVIII століття.

## Життєпис
Народився в 1650-і роки в містечку Гельмязів у родині козацького полковника Якова Лизогуба та його дружини Агафії Лизогуб.
1673 року укладає в Каневі шлюб із донькою Петра Дорошенка Любов'ю. У шлюбі народилося троє синів — Яків, Андрій та Семен.
Активна політична кар'єра починається в 1680-х роках, зокрема, коли 1688 року він стає генеральним бунчужним (1687—1690), а невдовзі й генеральним хорунжим (1694—1698). Брав участь у Кримських походах 1687 та 1689 років.
1698 року стає полковником Чернігівським.
1701 року на кошти і під орудою Юхима Лизогуба зведено монастирську дзвіницю Єлецького монастиря.
Помер у Чернігові, похований у Єлецькому монастирі.

## Джерело
- Духовні святині Чернігівщини [Архівовано 28 лютого 2014 у Wayback Machine.].

| українська персоналія | Це незавершена стаття про особу, що має стосунок до України. Ви можете допомогти проєкту, виправивши або дописавши її. |